# Рудник Толукума
Рудник Толукума — гірничодобувний майданчик у Меланезії, в державі Папуа Нова Гвінея, за сотню кілометрів на північ від Порт-Морсбі.
Золото-срібне родовище Толукума виявила у 1986 році компанія Newmont Australia, що в 1993-му продала права на нього іншій австралійській компанії Dome Resources. У 1999—2000 роках проєкт викупила південноафриканська Durban Roodepoort Deep, а в 2006-му він перейшов під контроль австралійської Emperor Mines. Втім, вже у 2008-му права на рудник отримала місцева компанія Petromin PNG Holdings, що діяла від імені місцевих землевласників, провінційного та центрального урядів.
Розробка почалась в 1995-му зі створення невеликого кар'єру, а в 1997-му узялись за підземні роботи, які й стали основними для рудника (на них припадає понад 90 % продукції). Руда автотранспортом доправлялась на фабрику з вилучення золота, спроможну приймати 18 тисяч тонн на місяць.
Під час роботи копальні щорічно до місцевої річкової системи могло скидатись до 160 тис. м3 забруднених стоків.
Розробка тривала до 2015 року, після чого була зупинена з економічних причин — через неспроможність власника завершити будівництво дороги довжиною 70 км, яка б мала істотно покращити логістику (всього залишалось побудувати 23 км траси), поганий стан власної гідроелектростанції потужністю 3 МВт (що тягнуло підвищені витрати на використання дизель-генераторів) і зависокі витрати на відкачування води, оскільки не вдалось побудувати нижній дренаж. Всього за два десятки років робіт рудник видав близько 30 тонн золота.
Надалі проєктом зацікавилась компанія Tolu Minerals, що взяла над ним контроль у 2022 році. На цей момент залишкові ресурси Толукума оцінювались у 1,6 млн тонн руди, що містить понад 15 тонн золота та близько 60 тонн срібла.